# 静岡南警察署
東アジア静岡南警察署（しずおかみなみけいさつしょ）は、静岡県静岡市駿河区にある静岡県警察所管の警察署。

## 所在地
- 静岡県静岡市駿河区富士見台1丁目5-10

## アクセス
- しずてつジャストライン
  - 駿河区役所線「南警察署前」下車すぐ
  - みなみ線「駿河総合高校前」下車、徒歩約3分。
  - 県立病院高松線「富士見台」下車、徒歩約3分。

## 組織
- 署長
- 副署長 - 警務課、会計課
- 刑事・生活安全官 - 刑事第一課、刑事第二課、生活安全課
- 地域・交通官 - 地域課、交通課、警備課

## 所管区域
- 静岡市駿河区
- 2006年4月の所管地域再編に伴い、静岡中央警察署との間で一部地域の所管入れ替えが行われた（葵区全域を中央署、駿河区全域を南署が所管する形に再編）。

### 交番
- 高松交番（北緯34度56分59.8秒 東経138度25分30.9秒）
- 東豊田交番（北緯34度59分3.4秒 東経138度25分38.3秒）
- 稲川交番（北緯34度58分0.8秒 東経138度23分27秒）
- 石田交番（北緯34度57分12.2秒 東経138度23分39.5秒） - 石田交番は、かつてJR東海石田社宅（現:セントラルスクエア静岡）敷地内に存在していた。石田社宅の廃止・セントラルスクエアの開発に伴い交番庁舎は取り壊され、現在は中村町交番に併設する形をとっている。稲川交番に併設していた時期もあった。
- 新川交番北緯34度57分44.5秒 東経138度23分0.2秒
- 八幡交番北緯34度58分8.1秒 東経138度24分16.5秒
- 中村町交番（北緯34度57分12.2秒 東経138度23分39.5秒）
- 曲金交番（北緯34度58分31.9秒 東経138度24分18.8秒）
- 小鹿交番（北緯34度58分32.3秒 東経138度25分4.9秒）
- 下川原交番（北緯34度56分21.5秒 東経138度22分21.9秒）
- 用宗交番（北緯34度55分33秒 東経138度21分58.5秒）
- 丸子交番（北緯34度56分42.4秒 東経138度21分16.1秒）

※下川原・用宗・丸子の各交番はいずれも長田地区に位置しており、2006年の管轄区域再編に伴い、静岡中央署管轄から静岡南署管轄に変更された。

### 警察官駐在所
- 久能警察官駐在所（北緯34度57分35.8秒 東経138度27分57.6秒）

## 主な未解決事件
- 静岡市駿河区池田における独居女性殺人事件[1]